# شاكر حسن آل سعيد
شاكِر حَسَن آل سَعِيِد (1925-2004) هو رسام وفنان تشكيلي اشتهر في فترة عقد السبعينيات من القرن العشرين في العراق، وولد في مدينة السماوة عام 1344هـ/ 1925م، وسكن ناحية قلعة سكر في محافظة ذي قار خلال فترة طفولته وشبابهِ، ثم انتقل إلى العاصمة بغداد، وسكن فيها وكانت دراسته في مدرسة الإعدادية المركزية، واهتم بالرسم التشكيلي ولهُ الكثير من الأعمال واللوحات الفنية، ولقد تاثر في أواخر حياته بالنزعة والحركة الصوفية واثرت في رسوماته. وكما يُعتبر شاكر حسن آل سعيد من الأسماء اللامعة في حركة الفن الحديث بالعراق. استخدم في أعماله الرموز السريالية بشكل متقن، حيث دمج بين الحرف والرمزية في إطار يربط بين الروحانية والتجربة الجمالية الوطنية.

الفنان شاكر حسن يتجول في أحد شوارع باريس أثناء عملهِ مدرساً في أحد معاهد فرنسا للفترة 1955-1959م.

## بداياته
كان بداية عملهُ في مديرية المساحة في بغداد عام 1946م، ولقد حاز على شهادة البكالوريوس في علوم الاجتماع عام 1948م من دار المعلمين العالية، وساهم وشـارك في تأسيس جماعة بغداد للفن الحديث مع جواد سليم ومحمد الحسني في عام 1951م، أما محمد غني حكمت ونزيهة سليم فلم ينظموا إلى الجماعة إلا بعد ذلك، وتخرج من معهد الفنون الجميلة في عام 1954م، وكان لهُ المعرض الشخصي الأول في قاعة المعهد ببغداد، وسافر بعدها إلى فرنسا في بعثة فنية لدراسة فن الديكور المسرحي عام 1955 ثم عاد إلى بغداد بعد أن امضى ثلاث سنين هناك. وكان طالبا في معاهد فرنسا ثم أمتهن بعد تخرجه التدريس فيها، وفي عام 1962م أقام معرضاً مشتركاً مع الفنان محمد غني حكمت في مدينة بعقوبة.

### مهنة التدريس
أمتهن تدريس الرسم في السعودية عامي 1968م و1969م، وظهرت عندهُ فكرة البعد الواحد، وبعدها في عام 1970م أسس تجمع أو (جماعة البعد الواحد) مع مجموعة من الفنانين ومنهم الفنان جميل حمودي، وصاغ مفهوم الفنان يستلهم الحرف، وكتب بيانه التأملي ومن ثم نشر سلسلة من المقالات عام 1977م حول مفهوم البعد الواحد والمجال الروحي في الفن، مبتعداً عن أسلوبهِ الخمسيني التشخيصي في الرسم ومنحازاً كلية إلى التجريد والتجريد المطلق.

### كتاباته
لقد كانت كتابات شاكر حسن، تفسر نزعاته الداخلية بمثابرته للعثور على علاقات أوضح ما بين الأشكال المرئية ومحركاتها، ولقد أقام معارض شخصية في بغداد والكويت وبيروت وعمان وتونس والبحرين، ولهُ عضوية رابطة نقاد الفن العالمية (اليكا)، وكان يعمل مستشاراً ثقافياً في مؤسسة عبد الحميد شومان في عمان وأقام معرضا فيها في عقد التسعينيات، وفي عام 1994م أسس ندوة الخطاب الجمالي في معهد الفنون الجميلة ببغداد، وله بعض من المنجزات الفنية والثقافية في العديد من الدول.
لقد كان الفنان شاكر حسن آل سعيد من أكثر فنّاني العراق نفوذاً وإنتاجاً، فمن موقعه كمنظّر وأستاذ ومؤرِّخ، جسّد توليفاً استثنائياً للحداثة والإسلام والعروبة علماً بأن فلسفته للفن كانت متجذرة في الصوفية الإسلامية والفكر الغربي الحديث: فإذا به يجمع بين البنيوية، والسيميائية، والتفكيكية، والظاهرية (الفينومينولوجيا)، والوجودية.
إن أعماله تمثّل نماذج عراقية تحاور حالتي الحداثة وما بعد الحداثة. وقد رسمت نظرياته ملامح فن معاصر فريد ذو صفة عربية إسلامية، ممهداً السبيل للبديل الممكن لتقييم الفن المحلي والإقليمي، استناداً إلى فئات مغايرة لتلك التي تسمح بها شريعة تاريخ الفن الغربية الاستثنائية.، 

## وفاته
توفى الفنان شاكر حسن في بغداد، في شهر محرم من عام 1425هـ، الموافق شهر آذار من عام 2004م.